# The Connection
Albums de Papa Roach
Time for Annihilation
(2010) F.E.A.R.
(2015)
Singles
1. Even If I could
Sortie : 1er mai 2012
2. Still Swingin'
Sortie : 24 juillet 2012

The Connection est le septième album studio du groupe américain de nu metal Papa Roach, il est sorti le 2 octobre 2012 sur le label Eleven Seven Music,.

## Liste des chansons
| No  | Titre                       | Durée |
| --- | --------------------------- | ----- |
| 1.  | Engage                      | 0:51  |
| 2.  | Still Swingin'              | 3:24  |
| 3.  | Where Did the Angels Go?    | 3:10  |
| 4.  | Silence is the Enemy        | 2:53  |
| 5.  | Before I Die                | 4:25  |
| 6.  | Wish You Never Met Me       | 4:05  |
| 7.  | Give Me Back My Life        | 3:58  |
| 8.  | Breathe You In              | 3:07  |
| 9.  | Leader of the Broken Hearts | 4:12  |
| 10. | Not That Beautiful          | 3:18  |
| 11. | Walking Dead                | 3:18  |
| 12. | Won't Let Up                | 4:00  |
| 13. | As Far as I Remember        | 3:42  |